# Xã Richland, Quận Whitley, Indiana
Xã Richland (tiếng Anh: Richland Township) là một xã thuộc quận Whitley, tiểu bang Indiana, Hoa Kỳ. Năm 2010, dân số của xã này là 1.758 người.